# Ivan Ravenjanin
Ivan Ravenjanin (lat. Johannes de Ravenna) (Ravenna, prva pol. 7. stoljeća – Split, o. 680.), splitski nadbiskup.
Prema kazivanju Tome Arhiđakona, došao je u Dalmaciju i Hrvatsku kako bi obnovio i organizirao crkveni život koji je nestao nakon pada Salone 614. godine. Po dolasku je obnovio Salonitansku nadbiskupiju, a kler ga je izabrao za nadbiskupa što je potvrdio papa u Rimu. U Splitu je dao ukloniti poganske idole iz Jupiterova hrama i pretvorio ga u crkvu Uznesenja Djevice Marije, u koju je dao prenijeti kosti kršćanskih mučenika sv. Dujma i sv. Anastazija iz Salone.

## Vanjske poveznice
- Hrvatski biografski leksikon - Ivan Ravenjanin